# Щитовник распростёртый
Щито́вник распростёртый (лат. Dryópteris expánsa) — многолетний папоротник, вид рода Щитовник. Произрастает в лесах в умеренном климате. 

## Ботаническое описание
Довольно крупный папоротник, вырастает до 30—100 см.
Вайи трижды (иногда почти четырежды) перисторассечённые, расположены воронковидно, на длинных черешках. Листовые пластинки дельтовидные или треугольно-овальные. Черешки короче пластинок, с ланцетными или продолговато-ланцетными заострёнными, бурыми, в середине с продольной тёмной полоской плёнчатыми чешуйками. Сегменты первого порядка ланцетные. Первая нижняя доля нижнего сегмента в 2,5 раза и более длиннее верхней. Сегменты второго порядка обычно перисторассечённые, часто снизу с многочисленными плёнками и желёзками; сегменты третьего порядка тупые, на верхушке растопыренно-зубчатые; зубцы длинные, переходящие в мягкую длинную иголочку.
Сорусы с покрывальцем. Покрывальце почковидное, цельнокрайное, прикрепляется по радиусу. Споры созревают в июле—августе.

## Распространение и экология
Распространён в Европе (кроме южной части) и в Северной Америке.
В России встречается повсеместно, но спорадически в лесной зоне, на Кавказе, в Сибири, на Дальнем Востоке.
Растёт преимущественно в хвойных лесах, на влажной почве, часто вокруг торфяников и на торфянистой почве.

## Значение и применение
Из корневищ, которые содержат сырой филицин, в состав которого входят производные флороглюцина и масляной кислоты — филиксовая кислота и другие соединения, получают глистогонные лекарственные препараты.